# Кабенгеле, Мфионду
Мфио́нду Чима́нга Кабе́нгеле (англ. Mfiondu Tshimanga Kabengele; род. 14 августа 1997 года в Берлингтоне, провинция Онтарио, Канада) — канадский профессиональный баскетболист, играющий на позициях тяжёлого форварда и центрового. На драфте НБА 2019 года был выбран под 27-м номером командой «Бруклин Нетс».

## Профессиональная карьера

### Лос-Анджелес Клипперс (2019—2021)
Кабенгеле был выбран под 27-м номером на драфте НБА 2019 года клубом «Бруклин Нетс». 20 июня 2019 года был обменян в «Лос-Анджелес Клипперс» на Джейлена Хэндса и выбор в первом раунде 2020 года. 9 июля он подписал с Клипперс контракт, рассчитанный на 2 года. 24 октября Кабенгеле дебютировал в НБА, выйдя со скамейки запасных, и набрал 3 очка, 1 подбор и 1 блок за 4 минуты в победе над «Голден Стэйт Уорриорз» со счётом 141—122. 16 ноября он установил личный рекорд результативности, набрав 10 очков, в победе над «Атланта Хокс» со счётом 150—101.
22 марта 2021 года Кабенгеле вместе с выбором второго раунда драфта 2022 года, принадлежащим «Атланта Хокс», был обменян в «Сакраменто Кингз» на выбор второго раунда драфта 2022 года. Через три дня игрок был отчислен.

### Кливленд Кавальерс (2021)
10 апреля 2021 года Кабенгеле подписал 10-дневный контракт с «Кливленд Кавальерс». 21 апреля он подписал второй 10-дневный контракт. 1 мая Кабенгеле подписал многолетний контракт.
9 мая Кабенгеле набрал максимальные в карьере 14 очков, реализовав 5 из 7 бросков с игры и 1 из 2 трехочковых, а также совершил четыре подбора и отдал одну передачу за 23 минуты. 12 октября 2021 года «Кливленд Кавальерс» отчислили игрока.

### Рио-Гранде Вэллей Вайперс (2021—2022)
17 октября 2021 года Кабенгеле подписал контракт с «Хьюстон Рокетс», но вскоре был отчислен. Впоследствии он присоединился к команде «Рио-Гранде Вэллей Вайперс» из Джи-Лиги НБА.

### Бостон Селтикс (2022—2023)
16 июля 2022 года Кабенгеле подписал двусторонний контракт с «Бостон Селтикс» после впечатляющей игры в Летней лиге.
27 марта 2023 года Кабенгеле был назван игроком недели в Джи-Лиге НБА после того, как в среднем набирал 27 очков, 16,5 подборов и 2,0 передачи за игру.
13 апреля Кабенгеле был включен во вторую команду сезона Джи-Лиги и в пятерку лучших защитников Джи-Лиги.

### АЕК (2023)
13 августа 2023 года Кабенгеле подписал контракт с греческим клубом «АЕК».

## Статистика

### Статистика в НБА
| Сезон                                                                                    | Команда  | Регулярный сезон | Регулярный сезон | Регулярный сезон | Регулярный сезон | Регулярный сезон | Регулярный сезон | Регулярный сезон | Регулярный сезон | Регулярный сезон | Регулярный сезон | Регулярный сезон | Серия плей-офф | Серия плей-офф | Серия плей-офф | Серия плей-офф | Серия плей-офф | Серия плей-офф | Серия плей-офф | Серия плей-офф | Серия плей-офф | Серия плей-офф | Серия плей-офф |
| Сезон                                                                                    | Команда  | GP               | GS               | MPG              | FG%              | 3P%              | FT%              | RPG              | APG              | SPG              | BPG              | PPG              | GP             | GS             | MPG            | FG%            | 3P%            | FT%            | RPG            | APG            | SPG            | BPG            | PPG            |
| ---------------------------------------------------------------------------------------- | -------- | ---------------- | ---------------- | ---------------- | ---------------- | ---------------- | ---------------- | ---------------- | ---------------- | ---------------- | ---------------- | ---------------- | -------------- | -------------- | -------------- | -------------- | -------------- | -------------- | -------------- | -------------- | -------------- | -------------- | -------------- |
| 2019/20                                                                                  | Клипперс | 12               | 0                | 5,4              | 43,8             | 45,0             | 100,0            | 0,9              | 0,2              | 0,2              | 0,2              | 3,5              | Не участвовал  | Не участвовал  | Не участвовал  | Не участвовал  | Не участвовал  | Не участвовал  | Не участвовал  | Не участвовал  | Не участвовал  | Не участвовал  | Не участвовал  |
| 2020/21                                                                                  | Клипперс | 23               | 0                | 4,1              | 28,1             | 22,2             | 83,3             | 0,6              | 0,2              | 0,1              | 0,1              | 1,2              | Не участвовал  | Не участвовал  | Не участвовал  | Не участвовал  | Не участвовал  | Не участвовал  | Не участвовал  | Не участвовал  | Не участвовал  | Не участвовал  | Не участвовал  |
| 2020/21                                                                                  | Кливленд | 16               | 0                | 11,6             | 42,1             | 28,1             | 78,6             | 2,9              | 0,8              | 0,4              | 0,6              | 4,3              | Не участвовал  | Не участвовал  | Не участвовал  | Не участвовал  | Не участвовал  | Не участвовал  | Не участвовал  | Не участвовал  | Не участвовал  | Не участвовал  | Не участвовал  |
| 2022/23                                                                                  | Бостон   | 4                | 0                | 9,1              | 28,6             | 0,0              | 100,0            | 2,5              | 0,0              | 0,5              | 0,0              | 1,5              | Не участвовал  | Не участвовал  | Не участвовал  | Не участвовал  | Не участвовал  | Не участвовал  | Не участвовал  | Не участвовал  | Не участвовал  | Не участвовал  | Не участвовал  |
|                                                                                          | Всего    | 55               | 0                | 6,9              | 38,3             | 30,1             | 85,2             | 1,5              | 0,3              | 0,2              | 0,3              | 2,6              | Не участвовал  | Не участвовал  | Не участвовал  | Не участвовал  | Не участвовал  | Не участвовал  | Не участвовал  | Не участвовал  | Не участвовал  | Не участвовал  | Не участвовал  |
| Наведите курсор мыши на аббревиатуры в заголовке таблицы, чтобы прочесть их расшифровку. |          |                  |                  |                  |                  |                  |                  |                  |                  |                  |                  |                  |                |                |                |                |                |                |                |                |                |                |                |

### Статистика в Джи-Лиге
| Сезон                                                                                    | Команда                   | Регулярный сезон | Регулярный сезон | Регулярный сезон | Регулярный сезон | Регулярный сезон | Регулярный сезон | Регулярный сезон | Регулярный сезон | Регулярный сезон | Регулярный сезон | Регулярный сезон | Серия плей-офф | Серия плей-офф | Серия плей-офф | Серия плей-офф | Серия плей-офф | Серия плей-офф | Серия плей-офф | Серия плей-офф | Серия плей-офф | Серия плей-офф | Серия плей-офф |
| Сезон                                                                                    | Команда                   | GP               | GS               | MPG              | FG%              | 3P%              | FT%              | RPG              | APG              | SPG              | BPG              | PPG              | GP             | GS             | MPG            | FG%            | 3P%            | FT%            | RPG            | APG            | SPG            | BPG            | PPG            |
| ---------------------------------------------------------------------------------------- | ------------------------- | ---------------- | ---------------- | ---------------- | ---------------- | ---------------- | ---------------- | ---------------- | ---------------- | ---------------- | ---------------- | ---------------- | -------------- | -------------- | -------------- | -------------- | -------------- | -------------- | -------------- | -------------- | -------------- | -------------- | -------------- |
| 2019/20                                                                                  | Агуа-Кальенте Клипперс    | 27               | 27               | 31,2             | 48,4             | 32,7             | 81,0             | 9,3              | 1,3              | 1,1              | 1,9              | 18,7             | Не участвовал  | Не участвовал  | Не участвовал  | Не участвовал  | Не участвовал  | Не участвовал  | Не участвовал  | Не участвовал  | Не участвовал  | Не участвовал  | Не участвовал  |
| 2021/22                                                                                  | Рио-Гранде Вэллей Вайперс | 33               | 30               | 29,3             | 58,9             | 39,6             | 78,2             | 9,7              | 1,5              | 0,8              | 0,9              | 17,5             | Не участвовал  | Не участвовал  | Не участвовал  | Не участвовал  | Не участвовал  | Не участвовал  | Не участвовал  | Не участвовал  | Не участвовал  | Не участвовал  | Не участвовал  |
| 2022/23                                                                                  | Мэн Селтикс               | 42               | 39               | 30,2             | 59,0             | 30,7             | 74,2             | 10,3             | 2,2              | 0,7              | 1,4              | 19,1             | 1              | 1              | 30,4           | 36,4           | 20,0           | 0,0            | 4,0            | 0,0            | 1,0            | 6,0            | 9,0            |
|                                                                                          | Всего                     | 102              | 96               | 30,2             | 55,8             | 33,8             | 77,0             | 9,8              | 1,7              | 0,9              | 1,4              | 18,5             | 4              | 4              | 30,1           | 58,6           | 23,8           | 100,0          | 12,3           | 0,8            | 0,3            | 4,3            | 21,8           |
| Наведите курсор мыши на аббревиатуры в заголовке таблицы, чтобы прочесть их расшифровку. |                           |                  |                  |                  |                  |                  |                  |                  |                  |                  |                  |                  |                |                |                |                |                |                |                |                |                |                |                |

### Статистика в NCAA
| Сезон | Команда       | Conf  | Class | GP | GS | MPG  | FG%  | 3P%  | FT%  | RPG | APG | SPG | BPG | PPG  |
| --- | ------------- | ----- | ----- | -- | -- | ---- | ---- | ---- | ---- | --- | --- | --- | --- | ---- |
| 2017/18 | Флорида Стэйт | ACC   | FR    | 34 | 0  | 14,8 | 49,1 | 38,5 | 65,7 | 4,6 | 0,3 | 0,4 | 0,9 | 7,2  |
| 2018/19 | Флорида Стэйт | ACC   | SO    | 37 | 0  | 21,6 | 50,2 | 36,9 | 76,1 | 5,9 | 0,3 | 0,6 | 1,5 | 13,2 |
| Всего | Всего         | Всего | Всего | 71 | 0  | 18,3 | 49,8 | 37,4 | 72,4 | 5,3 | 0,3 | 0,5 | 1,2 | 10,3 |
| Наведите курсор мыши на аббревиатуры в заголовке таблицы, чтобы прочесть их расшифровку Статистика приведена с сайта sports-reference.com |               |       |       |    |    |      |      |      |      |     |     |     |     |      |

### Статистика в других лигах
| Сезон | Команда       | Лига                | GP | GS | MPG  | FG%  | 3P%   | FT%  | RPG | APG | SPG | BPG | PFL | TOV | PPG  |
| --- | ------------- | ------------------- | -- | -- | ---- | ---- | ----- | ---- | --- | --- | --- | --- | --- | --- | ---- |
| 2023/24 | Все клубы     | Все лиги            | 32 | 11 | 19,7 | 57,5 | 45,0  | 73,4 | 7,0 | 0,7 | 0,4 | 1,2 | 2,3 | 1,3 | 10,8 |
| 2023/24 | АЕК           | Чемпионат Греции    | 6  | 3  | 19,9 | 65,2 | 100,0 | 76,9 | 8,0 | 0,5 | 0,8 | 1,2 | 2,0 | 0,8 | 14,0 |
| 2023/24 | АЕК           | Лига чемпионов ФИБА | 4  | 1  | 16,2 | 60,0 | -     | 69,2 | 6,3 | 0,3 | 1,0 | 1,5 | 2,0 | 1,3 | 10,5 |
| 2023/24 | Рейер Венеция | Чемпионат Италии    | 18 | 7  | 19,7 | 55,0 | 30,8  | 71,2 | 6,6 | 0,7 | 0,2 | 0,8 | 2,4 | 1,3 | 9,2  |
| 2023/24 | Рейер Венеция | Кубок Европы        | 2  | 0  | 22,3 | 50,0 | 0,0   | 75,0 | 7,0 | 2,0 | 0,5 | 2,5 | 3,0 | 1,5 | 12,0 |
| 2023/24 | Рейер Венеция | Кубок Италии        | 2  | 0  | 24,5 | 57,9 | 50,0  | 88,9 | 9,5 | 1,0 | 0,0 | 2,0 | 2,5 | 2,0 | 15,5 |
| Всего | Всего         | Всего               | 32 | 11 | 19,7 | 57,5 | 45,0  | 73,4 | 7,0 | 0,7 | 0,4 | 1,2 | 2,3 | 1,3 | 10,8 |
| Наведите курсор мыши на аббревиатуры в заголовке таблицы, чтобы прочесть их расшифровку Статистика приведена с сайта basketball.realgm.com |               |                     |    |    |      |      |       |      |     |     |     |     |     |     |      |